# Flamin’ Groovies
Flamin’ Groovies – amerykański zespół rockowy założony w 1965 roku w San Francisco przez Roya Loney’a i Cyrila Jordana.
W klasycznym okresie działalności (1969–1971) grupa łączyła tradycyjny rock and roll i rockabilly z rodzącym się nurtem muzyki garażowej. W tym czasie Flamin’ Groovies stał się jednym z głównych amerykańskich prekursorów punk rocka. Wpływ zespołu na rodzącą się scenę punkową określany jest często jako kluczowy i bywa porównywany z działalnością m.in. MC5 czy The Stooges.
Wraz z odejściem Loney’a w 1976 roku, zespół radykalnie zmienił kierunek, zwrócił się w stronę formuły power popu oraz jangle popu, tworząc własny styl retro. W tym nurcie powstał najważniejszy album Flamin’ Groovies, Shake Some Action, który stanowi nostalgiczny powrót, ale także odświeżenie estetyki flower power lat 60. Grupa wpłynęła wówczas na rozwój muzyki pop lat 70.

## Dyskografia
- 1969: Supersnazz
- 1970: Flamingo
- 1971: Teenage Head
- 1976: Shake Some Action
- 1978: Flamin' Groovies Now
- 1979: Jumpin' in the Night
- 1987: One Night Stand
- 1992: Rock Juice
- 2017: Fantastic Plastic